# Ешмамбетов Касимбек
Касимбек Ешмамбетов (кирг. Касымбек Эшмамбетов, 2 жовтня 1910  — 10 лютого 1984 року) — киргизький письменник, драматург, перекладач, член Спілки письменників СРСР.
Народився в селі Орто-Сай в родині селянина. До 1920 року навчався в сільськогосподарській школі, у 1930 році закінчив педагогічний технікум у Фрунзе. Викладав у технікумах — медичному, фінансовому, будівельному.
У 1930 році опублікував перше оповідання «Таємниця природи». У 1937 році написав п'єсу «Саринджі». Перекладав на киргизьку мову твори В. Шекспіра, А. Н. Островського, А. С. Пушкіна, Ф. М. Достоєвського, Л. М. Толстого та інших. Російською мовою вийшли його книги: «П'єси» (1958), «Четверо найсміливіших» (1958), «Мисливець з беркутом» (1960), «Мрія» (1964) та інших.